# ヘレン・ヒックス
ヘレン・L・ヒックス・ハーブ（Helen L. Hicks Harb、1911年2月11日 – 1974年12月16日）は、アメリカ合衆国の女子プロゴルファー。1950年に全米女子プロゴルフ協会の13人の創設者の1人となった。

## 来歴
ニューヨーク州シダーハーストで生まれる。父親から手解きを受け、15歳でゴルフを始めた。ローレンス高校に通い学校のバスケットボールチームでプレイし、同時にメトロポリタン女子ゴルフ協会のジュニア女子選手権などのトーナメントに出場して優勝した。アマチュアゴルファーとして成功し、全米女子アマチュアゴルフ選手権の決勝に2回進出した。1931年にはグレナ・コレット＝ベアを破ったが、1933年はヴァージニア・ヴァン・ウィーに敗れた。さらに数試合のアマチュアトーナメントに優勝し、1932年には最初のアメリカ合衆国カーティスカップチームでプレーした。
1934年、プロ転向した最初の女性の1人となった。ゴルフ用品の宣伝のためウイルソン・スポーティング・グッズ社と用具契約を結んだ。
プロゴルファーとして現在LPGAメジャー選手権と認定されている2つのトーナメント、1937年の女子ウエスタンオープンと1940年のタイトルホルダーズ選手権で優勝した。1938年から1948年までのホイットニー・ハーブとの婚姻期間中は、ヘレン・ヒックス・ハーブとしてプレイした。
1950年、全米女子プロゴルフ協会の13人の創設者の1人となった。
1974年、咽頭癌により死去。

## 戦績
（このリストは不完全である）
- 1929年 カナダ女子アマチュア（英語版）
- 1930年 ニューヨーク州女子アマチュア
- 1931年 全米女子アマチュアゴルフ選手権、メトロポリタン女子アマチュア、女子イースタン選手権、ニューヨーク州女子アマチュア
- 1933年 メトロポリタン女子アマチュア、ニューヨーク州女子アマチュア
- 1937年 女子ウエスタンオープン
- 1940年 タイトルホルダーズ選手権

## メジャー選手権

### 優勝 (2回)
| 年     | 選手権                   | 優勝スコア            | ストローク差 | 2位の選手              |
| ------ | ------------------------ | --------------------- | ------------ | ---------------------- |
| 1937年 | 女子ウエスタンオープン   | 6 & 5                 | 6 & 5        | ベア・バレット (アマ)  |
| 1940年 | タイトルホルダーズ選手権 | +36 (87-83-85-81=336) | 1打差        | ヘレン・デットワイラー |

## 団体戦
アマ
- カーティスカップ (アメリカ合衆国代表): 1932年 (勝利)